# Деголан
Дехголан (Dêwlan _ دهگلان _ دێولان) — один из городов провинции Курдистан, центр города Деголан расположен в центре плодородной равнины Лайлах, рядом с рекой Сурал. Город Дехголан расположен в 45 километрах к востоку от Санандаджа (на пути из Санандаджа в Хамадан) и имеет население 52 701 человек (по оценкам, в 2020 году) [2] Равнины Деголана плодородны и содержат пшеницу, картофель, лук, морковь, огурцы и горох являются одними из важнейших культур. Это город. Жители Дехголана говорят на курдском языке и говорят на курдском языке Ардалани, диалекте Лайлахи.
Дегола́н, или Дехгола́н, или Дегула́н, или Дех-и-Гула́н (перс. دهگلان‎, курд. Dewlan) — город на западе Ирана, в провинции  Курдистан. Входит в состав шахрестана  Корве. Девятый по численности населения город провинции.

## География
Город находится в Восточный части Курдистана, в горной местности, на высоте 1800 метров над уровнем моря.
Деголан расположен на расстоянии приблизительно 45 километров к востоку от Сенендеджа, административного центра провинции и на расстоянии 450 километров к западу (W) от Тегерана, столицы страны.

## Население
По данным переписи, на 2020 год население составляло 52701 человек; в национальном составе преобладают курды, в конфессиональном — мусульмане-сунниты.